# Ostaszewo (województwo mazowieckie)
Ostaszewo – wieś sołecka w Polsce położona w województwie mazowieckim, w powiecie ciechanowskim, w gminie Sońsk.
We wsi znajduje się szkoła podstawowa. To miejscowość, w której większą część terenów zajmują użytki rolne.
Ostaszewo graniczy z miejscowościami: Wola Ostaszewska, Marusy, Garnowo Duże i Stare Garnowo
W latach 1975–1998 miejscowość położona była w województwie ciechanowskim.